# Liste der Nummer-eins-Hits in Tschechien (2006)
Diese Liste enthält alle Nummer-eins-Hits in Tschechien im Jahr 2006. Es gab in diesem Jahr 14 Nummer-eins-Singles und 20 Nummer-eins-Alben.
| Singles | Alben |
| --- | --- |
| - Madonna – Hung Up - 3 Wochen (7. Januar – 27. Januar, insgesamt 4 Wochen) - Juanes – La Camisa Negra - 1 Woche (28. Januar – 3. Februar) - Madonna – Hung Up - 1 Woche (3. Februar – 9. Februar, insgesamt 4 Wochen) - James Blunt – Wisemen - 5 Wochen (10. Februar – 17. März) - Helena Zeťová – Impossible (Unstoppable) - 1 Woche (18. März – 24. März) - Bob Sinclar pres. Goleo VI feat. Gary "Nesta" Pine – Love Generation - 5 Wochen (25. März – 28. April) - Ready Kirken – 1+1 - 8 Wochen (29. April – 23. Juni) - Shakira feat. Wyclef Jean – Hips Don’t Lie - 2 Wochen (24. Juni – 7. Juli) - Support Lesbiens – English Stereo - 8 Wochen (8. Juli – 1. September) - Flipsyde – Happy Birthday - 3 Wochen (2. September – 22. September) - Chinaski – Vedoucí - 1 Woche (23. September – 29. September) - Pink – Who Knew - 2 Wochen (30. September – 13. Oktober) - Kryštof – Rubikon - 1 Woche (14. Oktober – 20. Oktober, insgesamt 4 Wochen) - Wanastowi Vjecy – Otevřená zlomenina - 1 Woche (21. Oktober – 27. Oktober, insgesamt 3 Wochen) - Kryštof – Rubikon - 2 Wochen (28. Oktober – 10. November, insgesamt 4 Wochen) - PEHA – Spomal’ - 1 Woche (11. November – 17. November, insgesamt 10 Wochen) - Kryštof – Rubikon - 1 Woche (18. November – 24. November, insgesamt 4 Wochen) - Wanastowi Vjecy – Otevřená zlomenina - 2 Wochen (25. November – 8. Dezember, insgesamt 3 Wochen) - PEHA – Spomal’ - 9 Wochen (9. Dezember 2006 – 6. Februar 2007, insgesamt 10 Wochen) | - Petr Kolář – Album - 9 Wochen (7. Januar – 10. März, insgesamt 10 Wochen) - Michal Prokop – Poprvé naposledy - 1 Woche (11. März – 17. März) - David Gilmour – On an Island - 1 Woche (18. März – 24. März) - Petr Kolář – Album - 1 Woche (25. März – 31. März, insgesamt 10 Wochen) - Různí – Rafťáci O.S.T. - 1 Woche (1. April – 7. April) - Ready Kirken – Asi se něco děje - 1 Woche (8. April – 14. April) - Divokej Bill – Divokej Bill - 5 Wochen (15. April – 19. Mai, insgesamt 7 Wochen) - Red Hot Chili Peppers – Stadium Arcadium - 1 Woche (20. Mai – 26. Mai) - Divokej Bill – Divokej Bill - 2 Wochen (27. Mai – 9. Juni, insgesamt 7 Wochen) - Daniel Landa – Bouře: Live koncert - 6 Wochen (10. Juni – 21. Juli, insgesamt 7 Wochen) - Lucie Vondráčková – Boomerang - 1 Woche (22. Juli – 28. Juli, insgesamt 3 Wochen) - J.A.R. – Armáda špásu - 1 Woche (29. Juli – 4. August, insgesamt 2 Wochen) - Daniel Landa – Bouře: Live koncert - 1 Woche (5. August – 11. August, insgesamt 7 Wochen) - Lucie Vondráčková – Boomerang - 1 Woche (12. August – 18. August, insgesamt 3 Wochen) - J.A.R. – Armáda špásu - 1 Woche (19. August – 25. August, insgesamt 2 Wochen) - Lucie Vondráčková – Boomerang - 1 Woche (26. August – 1. September, insgesamt 3 Wochen) - Verona – Girotondo - 1 Woche (2. September – 8. September) - Iron Maiden – A Matter of Life and Death - 2 Wochen (9. September – 22. September) - Wohnout – Polib si dědu - 1 Woche (23. September – 29. September) - Jaromír Nohavica – Doma + DVD - 1 Woche (30. September – 6. Oktober, insgesamt 3 Wochen) - Elán – Best Of - 1 Woche (7. Oktober – 13. Oktober) - Jaromír Nohavica – Doma + DVD - 2 Wochen (14. Oktober – 27. Oktober, insgesamt 3 Wochen) - Kryštof – Rubikon - 1 Woche (28. Oktober – 3. November) - Hana Hegerová – Všechno nejlepší - 1 Woche (4. November – 10. November, insgesamt 2 Wochen) - Wanastowi Vjecy – Torpédo - 2 Wochen (11. November – 24. November) - Hana Hegerová – Všechno nejlepší - 1 Woche (25. November – 1. Dezember, insgesamt 2 Wochen) - Petr Hapka & Michal Horáček – Strážce plamene - 3 Wochen (2. Dezember – 22. Dezember) - Kabát – Corrida - 7 Wochen (23. Dezember 2006 – 9. Februar 2007) |